# Antonio Boggeri
Antonio Boggeri (Pavia, 1900 – Santa Margherita Ligure, 1989) è stato un fotografo, pubblicitario e grafico italiano.
Noto soprattutto per aver fondato uno dei più importanti studi di grafica italiani (lo Studio Boggeri), fu tra i primi ad applicare la fotografia nella grafica pubblicitaria traendo ispirazione dall'avanguardia di Man Ray e László Moholy-Nagy.

## Esordi
Già studente di violino, Antonio Boggeri nel 1916 fu allievo all'Istituto tecnico pavese ed iniziò ad impratichirsi di fotografia con una Kodak 4x4. Due anni dopo incontrò Antonio Crespi alla scuola per allievi ufficiali di Torino. E quando nel 1924 Crespi acquistò la principale industria tipografica milanese Alfieri & Lacroix, Boggeri venne chiamato a dirigerla.

## Lo Studio Boggeri
La nascita della grafica moderna italiana si deve fondamentalmente a Boggeri, il quale, dopo aver approfondito le sue conoscenze nel fotomontaggio con l'esperienza acquisita presso la stamperia  Alfieri & Lacroix, e prendendo come punto di riferimento i modelli offerti dal Bauhaus, nel 1933 aprì a Milano lo studio omonimo. 
Lo Studio Boggeri   fin dall'inizio collaborò con grafici che erano (o sarebbero diventati) professionisti di fama internazionale. Tra questi è possibile citare: Bruno Munari, Erberto Carboni, Imre Reiner, Xanty Schawinsky, Max Huber, Carlo Vivarelli, Walter Ballmer, Franco Grignani, Giancarlo Iliprandi, Enzo Mari, Remo Muratore, Marcello Nizzoli, Bob Noorda, Albe Steiner, Heinz Waibl, Bruno Monguzzi e Aldo Calabresi.

Lo studio Boggeri fu tra i primi in Italia a fornire un servizio completo di comunicazione per grandi aziende (come l'Olivetti) inclusa la sua progettazione.
Ebbe il suo periodo di massimo splendore tra la fine degli anni cinquanta e l'inizio anni sessanta. Tra i clienti figurarono aziende come Olivetti, Roche, Glaxo, Dalmine, Pirelli.
Antonio Boggeri fu invitato dall'Alliance Graphique Internationale alle rassegne di Parigi (1951), Londra (1956), Losanna (1957) e Milano (1961).
Nel 1957 ricevette la Medaglia d'oro della Triennale, nel 1967 fu insignito del premio "Vita di pubblicitario", e nel 1970 fu nominato membro onorario dell'ADCI|Art Directors Club di Milano.

Fu attivo presso lo studio da lui fondato fino al 1973. Negli ultimi anni Antonio Boggeri fu affiancato, nel lavoro dello Studio, da Bruno Monguzzi, che ne aveva sposato la figlia Anna.

## Principali opere
Tra le principali opere a firma "Studio Boggeri" è possibile citare:
- 1933 - Brochure L'uovo di Colombo di Antonio Boggeri
- 1934 - Brochure per macchina da scrivere M40 di Olivetti
- 1936 - Manifesto disegnato da Erberto Carboni
- 1956 - Logotipo per Olivetti
- 1962 - Pubblicità guanti satinati  per Pirelli
- 1972 - Pubblicità per Pirelli palline da tennis
- 1979 - Logotipo per IGA 83